# 합천 뇌룡정
합천 뇌룡정(陜川 雷龍亭)은 대한민국 경상남도 합천군 삼가면 외토리에 있는, 조선 연산군 7년(1501)에 남명 조식이 지은 정자이다.
1985년 1월 23일 경상남도의 문화재자료 제129호 뇌룡정으로 지정되었다가, 2018년 12월 20일 현재의 명칭으로 변경되었다.

## 개요
조선 연산군 7년(1501)에 남명 조식이 지은 정자로, 1900년대 초 허위 등이 고쳐 지었다.
조식은 48세 때 합천군에 뇌룡정과 계복당을 짓고 학문을 연구하면서 제자들을 가르쳤다. 뇌룡정이란 장자에 나오는 ‘시거이용현, 연묵이뢰성:시동처럼 가만히 있다가 때가 되면 용처럼 나타나고, 깊은 연못과 같이 묵묵히 있다가 때가 되면 우뢰처럼 소리친다.’에서 따 온 것이다.
정자는 앞면 5칸·옆면 2칸 규모로, 지붕은 옆면에서 볼 때 여덟 팔(八)자 모양인 팔작지붕으로 꾸몄다.

## 참고 문헌
- 합천 뇌룡정 - 국가유산청 국가유산포털